# Даттон, Денис
Денис Лоуренс Даттон (англ. Denis Laurence Dutton; 9 февраля 1944, Лос-Анджелес, Калифорния — 28 декабря 2010, Крайстчёрч, Новая Зеландия) — американо-новозеландский философ искусства, эстетик, интернет-предприниматель и медиа-активист, профессор философии в Университете Кентербери в Крайстчерче, Новая Зеландия. Он также был соучредителем и соредактором сайтов Arts & Letters Daily, ClimateDebateDaily.com и cybereditions.com.

## Биография
Денис Даттон родился 9 февраля 1944 года в Лос-Анджелесе, штат Калифорния, США. Его родители Уильям и Тельма Даттон были книготорговцами. Они основали сеть независимых книжных магазинов Dutton's Books. Даттон вырос в Северном Голливуде, окончил Северную Голливудскую среднюю школу и учился в Калифорнийском университете в Санта-Барбаре, где в 1966 году получил степень бакалавра в области философии и в 1975 степень доктора философии. Получив эти степени, он отправился в Индию с Корпусом мира, там он научился играть на ситаре. Даттон преподавал в нескольких американских университетах, включая Калифорнийский и Мичигано-Дирборнский, прежде чем эмигрировал в Новую Зеландию.
Денис Даттон начал преподавать в Университете Кентербери в Крайстчерче в 1984 году. С 2008 по 2010 год он был исполняющим обязанности директора школы философии и в течение короткого срока занимал пост главы отделения гуманитарных наук. В декабре 2010 года Кентерберийский университет наградил Даттона медалью за его исследовательскую работу.
28 декабря 2010 года Даттон умер от рака.

## Сайт Arts & Letters Daily
В 1998 году Денис Даттон основал сайт Arts & Letters Daily. Этот сайт был одним из первых и главных агрегаторов хорошо написанных и аргументированных рецензий на книги, эссе и статьи. Кроме того, сайт содержит ссылки на статьи в Интернете о литературе, искусстве, науке и политике, для которых Даттон написал содержательные тизеры. В знак признания Arts & Letters Daily Стивен Пинкер назвал Даттона провидцем, который смог предугадать, что веб-сайт может быть форумом для самых передовых идей, а не просто способом продажи или развлечения.

## Издательство Cybereditions
Денис Даттон занимал пост исполнительного директора издательской компании Cybereditions, основанной в 2000 году. Издательство занималось печатью по требованию и специализировалось на новых, неопубликованных авторских работах, преимущественно научных. В редакционной коллегии издательства состояли Фредерик Крюс, Энтони Графтон и Марджори Перлофф.

## Эстетика
Денис Даттон писал об аутентичности в искусстве, разграничив подлинность номинальную, при которой атрибуция произведения искусства правильна, и оно не является подделкой, и экспрессивной подлинностью, при которой произведение является истинным выражением ценностей и убеждений человека или общества.
В своей книге The Art Instinct (прим. «Инстинкт искусства») (2010) Даттон утверждает, что аутентичность в искусстве проистекает из эволюционных адаптаций, произошедших в эпоху плейстоцена. Эта работа не переведена на русский язык. Он изложил сокращенные версии своей теории в лекции Google Talk  в 2009 году и в докладе TED в 2010 год.
Даттон также утверждал, что прогресс в искусстве и науках снизился, особенно после 1800 года.

## Активная гражданская позиция
Даттон поддерживал «консервативные идеи» и был членом Либертарианской партии в течение нескольких лет.
Денис Даттон был одним из основателей и первым председателем общества скептиков Новой Зеландии ZN Skeptics.
Он также был страстным сторонником общественного телерадиовещания. В начале 1990-х годов он основал лоббистскую группу The New Zealand Friends of Public Broadcasting в ответ на предложения о передаче двух некоммерческих общественных радиостанций Новой Зеландии.
В 1995 году он был выбран членом совета директоров радио Новой Зеландии.
Завершая работу в качестве директора, Даттон и Джон Айлес опубликовали доклад, в котором критиковали Радио Новой Зеландии за потерю нейтралитета в новостях и текущих делах, несоблюдение устава и противодействие состязательному финансированию вещания.